# Stazione di San Gavino (1871)
La stazione di San Gavino era una stazione ferroviaria a servizio del comune di San Gavino Monreale, posta sulla linea Cagliari-Golfo Aranci. Fu la prima stazione attiva nel centro campidanese, venendo poi sostituita da un nuovo impianto nel 2007.

## Storia

La stazione, vista dal passaggio a livello di via Roma. Presenti nella foto la torre dell'acqua ed il fabbricato viaggiatori nelle rispettive configurazioni originali

L'originaria stazione di San Gavino fu costruita nella seconda metà dell'Ottocento dalla Compagnia Reale delle Ferrovie Sarde, nell'ambito della realizzazione della principale linea sarda, la ferrovia Cagliari-Golfo Aranci. L'inaugurazione dell'impianto è datata 4 settembre 1871, e coincise con l'apertura del tronco ferroviario che aveva inizio nella stazione di Villasor e termine nell'impianto sangavinese. Il 15 gennaio dell'anno successivo la ferrovia da San Gavino Monreale fu inoltre aperta al traffico sino ad Oristano.
Lo scalo, oltre che per il servizio passeggeri, rivestì per vari decenni un ruolo importante per l'interscambio merci con la miniera di Montevecchio e con la fonderia di San Gavino Monreale, entrambe raggiunte da una ferrovia privata che aveva a ridosso della stazione il suo capolinea, fatto che permetteva l'interscambio merci tra le Ferrovie Reali (a cui subentrarono nel 1920 le Ferrovie dello Stato) e la società Montevecchio, titolare della linea per l'omonima località estrattiva e dei relativi impianti minerari e di fusione. Tale linea fu attiva fino al 1958.

La stazione negli anni settanta

Negli anni 2000 fu avviato il progetto relativo al raddoppio dei binari nel tronco tra la stazione di Decimomannu (dove aveva termine l'unico tratto a doppio binario esistente all'epoca sulla Dorsale Sarda) e San Gavino Monreale: in occasione di tale intervento si decise di realizzare in quest'ultimo comune una nuova stazione ferroviaria, da costruire nella periferia nord del nucleo urbano, in modo da liberare l'abitato dagli effetti negativi che la ferrovia aveva sulla viabilità. Tale realizzazione prevedeva di conseguenza lo spostamento del tracciato della ferrovia all'altro capo di San Gavino Monreale e la dismissione dell'impianto ottocentesco. La vecchia stazione di San Gavino continuò quindi a servire il centro campidanese sino al 9 settembre 2007, il giorno dopo venne attivata la nuova stazione sangavinese insieme alla relativa variante di collegamento ed al raddoppio della linea tra Sanluri Stato ed il nuovo scalo, che da allora serve il comune campidanese.
L'originaria stazione di San Gavino fu quindi abbandonata e successivamente disarmata, restando in una situazione di degrado.

## Strutture e impianti

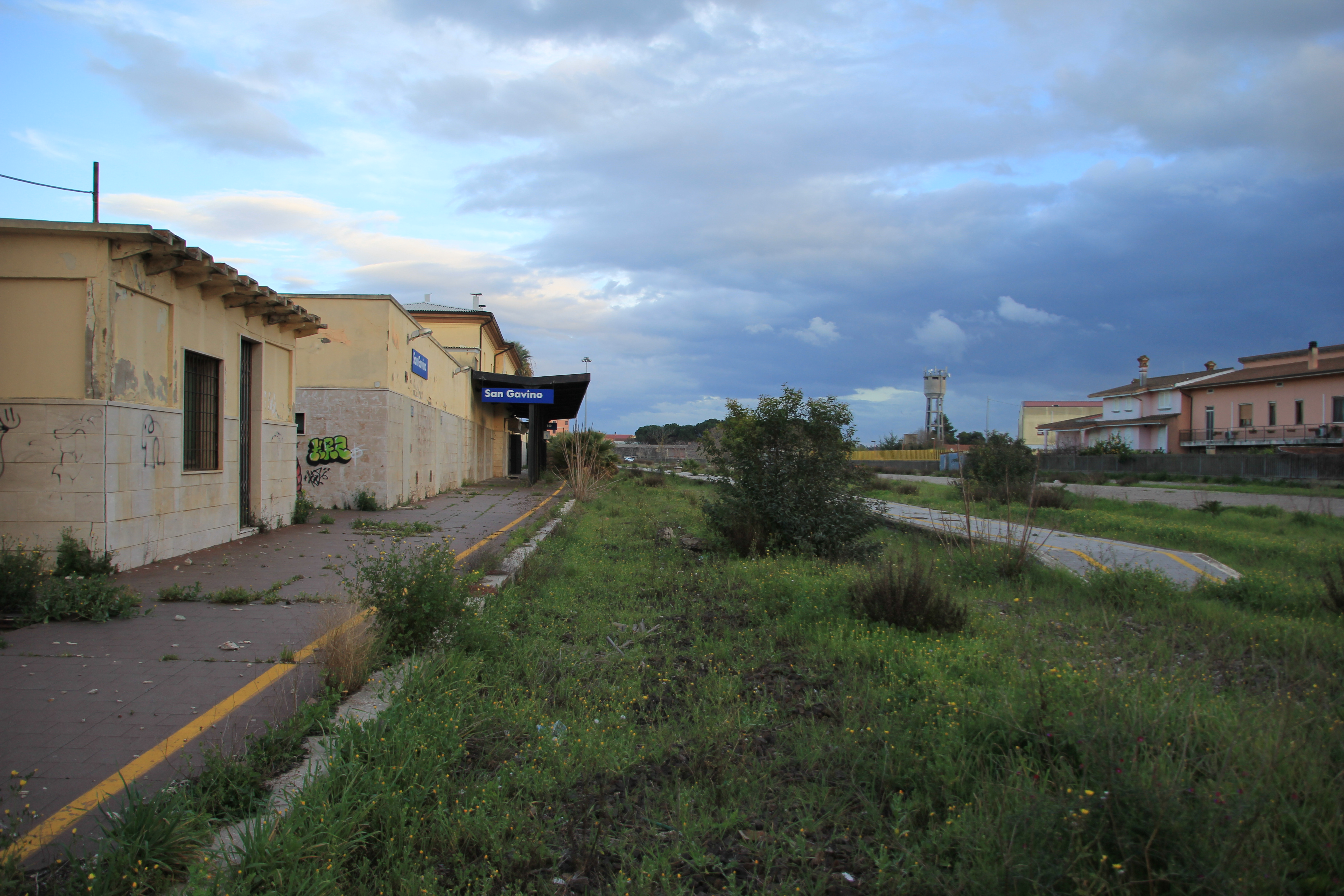
L'ex terminal viaggiatori della stazione, con le banchine di accesso ai treni ancora presenti

L'impianto è stato disattivato nel 2007 con l'apertura della cosiddetta variante di San Gavino che ha deviato il tracciato della Cagliari-Golfo Aranci nella parte nord del centro abitato per poter servire la nuova stazione di San Gavino. Nei mesi successivi l'impianto è stato completamente privato dei binari e delle infrastrutture legate alla circolazione ferroviaria.
Al momento della chiusura l'impianto era dotato dinanzi al fabbricato viaggiatori di 3 binari (tra cui il primo di corsa), serviti da banchine ed attrezzati per il servizio viaggiatori. Affiancati a questi erano presenti 3 ulteriori binari dello scalo merci dell'impianto, che si trovava nella parte sud della stazione, il quale comprendeva anche un piazzale attrezzato per l'intermodalità con il trasporto gommato. Presenti nell'area due piani caricatori: di questi l'unico in uso nel 2007 era situato nella parte sud-est della stazione, mentre l'altro era frutto della presenza nella stazione della società Montevecchio sino agli anni cinquanta, affiancato al binario 3 ad ovest del passaggio a livello di via Roma, e comune alla ferrovia per l'omonima località mineraria. In quest'ultima zona erano presenti anche alcuni binari tronchi in direzione Golfo Aranci, due dei quali affiancavano i primi metri di sedime della vecchia ferrovia per Montevecchio, la quale aveva il suo scalo capolinea a ridosso della parte sud-ovest della stazione. Infine un ulteriore binario tronco diramatosi dalla Dorsale Sarda terminava davanti al lato est del fabbricato viaggiatori. Tutti i binari di RFI erano a scartamento da 1435 mm.  Nell'impianto erano presenti due banchine (una adiacente al fabbricato viaggiatori, l'altra comune ai binari 2 e 3), collegate tra loro da una passerella sui binari, di cui quella del binario uno dotata di una pensilina attaccata al fabbricato viaggiatori.

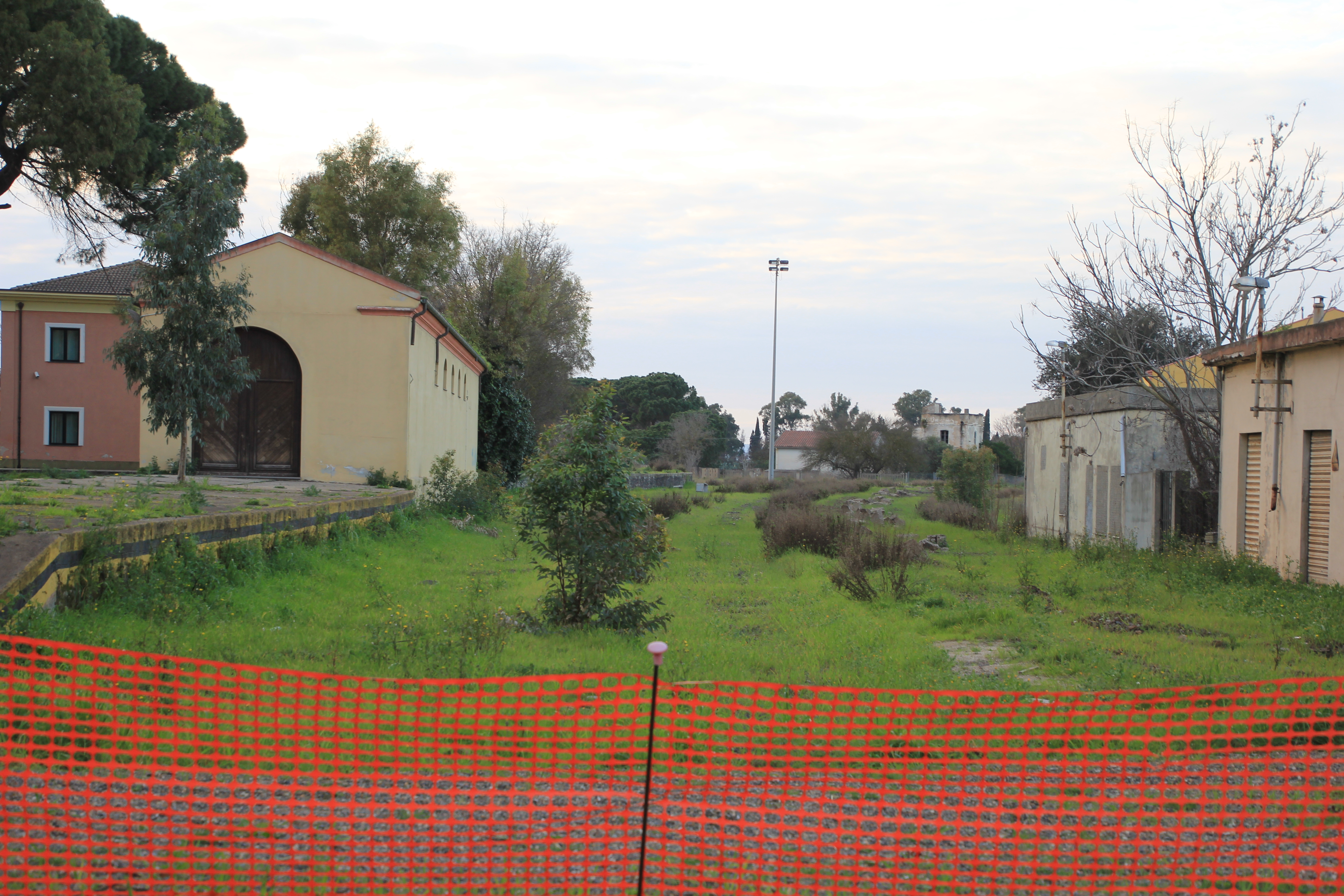
L'area che ospitava i binari in direzione Golfo Aranci, con sulla sinistra l'ex magazzino merci dello scalo della Montevecchio ed il piano caricatore per l'interscambio merci tra le due stazioni

Gli edifici della stazione si trovavano in buona parte sul lato nord dello scalo: il fabbricato viaggiatori, inutilizzato e murato al 2014 presenta una pianta rettangolare e si estende su due piani nella sua parte centrale, mentre nei corpi laterali la costruzione presenta il solo piano terra. Il fabbricato ospitava i servizi per l'utenza, gli uffici della direzione movimento dell'impianto, ed al primo piano degli alloggi destinati al personale. Adiacenti al lato ovest dell'edificio principale si trovano un edificio di servizio a pianta quadrata e la torre dell'acqua della stazione: tutte queste strutture si trovavano ad est dell'ex passaggio a livello della via Roma, che idealmente tagliava in due l'area della stazione. Ad ovest di questa intersezione con la viabilità stradale si trovano alcuni edifici e magazzini in abbandono, situati a nord della linea, mentre nella parte sud era presente un fabbricato della linea industriale per Montevecchio, la cui stazione capolinea si trovava sul lato sud di questo edificio, il quale era prettamente utilizzato per le merci ed era adiacente al piano caricatore comune tra le due ferrovie. Tale fabbricato di quella che veniva chiamata localmente stazionedda (in sardo campidanese "stazioncina"), nel 2015 ospita un'esposizione museale legata alla locale fonderia.

## Movimento
La stazione è stata dismessa nel 2007, sino a quel momento era servita dai treni regionali ed espressi svolti da Ferrovie dello Stato ed in seguito dalla sua controllata Trenitalia diretti lungo la Dorsale Sarda e verso il Sassarese.

## Servizi

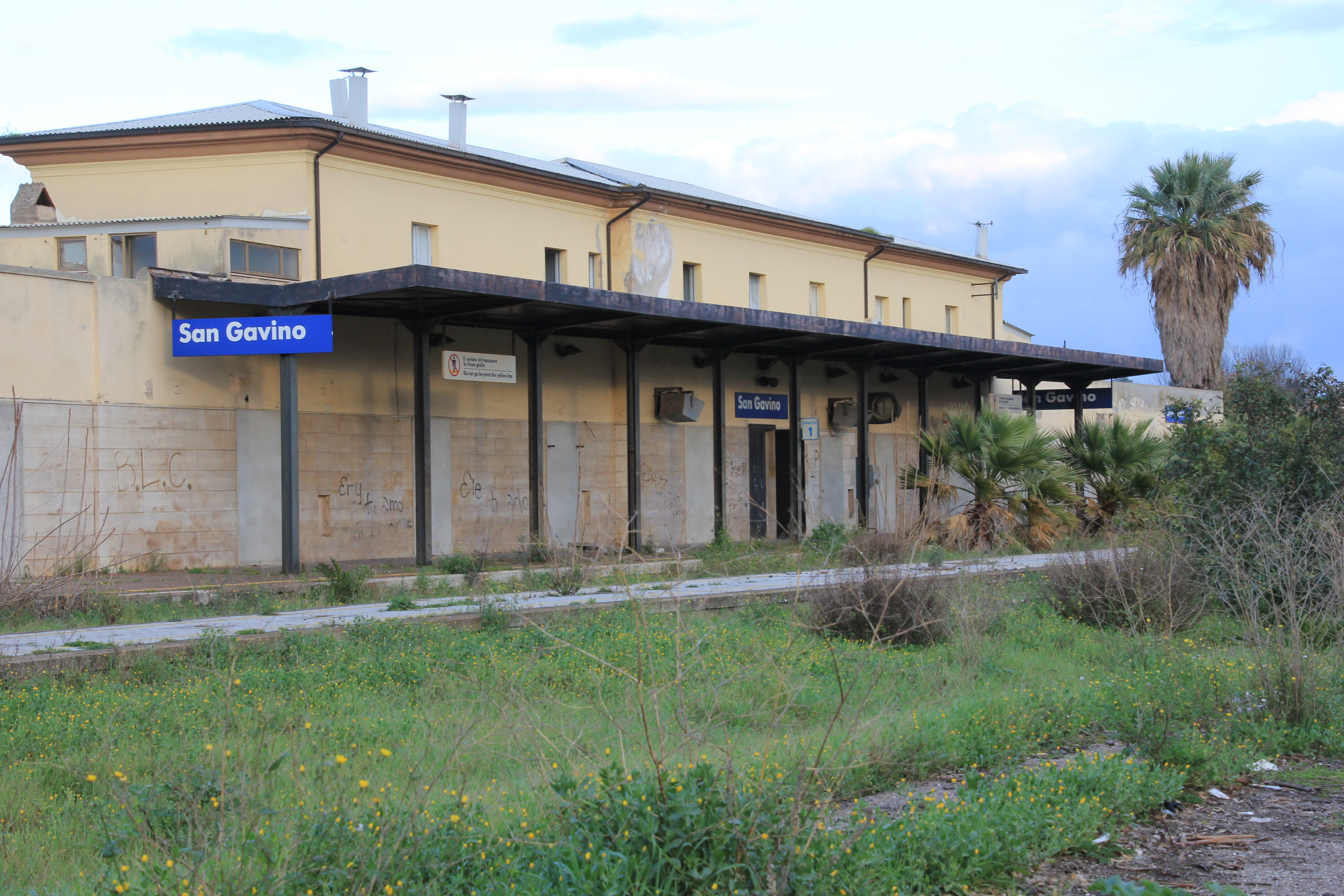
Il fabbricato viaggiatori dopo la dismissione: nell'edificio erano presenti una biglietteria ed una sala d'attesa

Al momento della dismissione da parte di RFI, quest'ultima classificava lo scalo nella categoria "silver". Il fabbricato viaggiatori ospitava diversi servizi per i passeggeri, tra cui una biglietteria a sportello, un bar, una sala d'attesa e servizi igienici.
- Biglietteria a sportello
- Sala d'attesa
- Servizi igienici
- Bar

## Interscambi

La limitrofa stazione della Montevecchio: durante l'attività di questo impianto erano effettuati servizi di trasporto passeggeri verso Montevecchio Sciria, seppur limitati alle sole famiglie dei dipendenti della società

Su quello che era il parcheggio della stazione è presente (anche dopo il 2007) una fermata delle autolinee extraurbane all'epoca della dismissione espletate da Ferrovie della Sardegna e ARST, unica società dal 2010 a servire tale fermata.
- Fermata autobus

Sino al 1958 dalla confinante stazione capolinea della Montevecchio era inoltre attivo un servizio di trasporto ferroviario verso Montevecchio Sciria, sebbene riservato ai soli dipendenti della società, ai loro famigliari e a coloro che ne facevano richiesta. Alcuni di questi treni erano posti in coincidenza con quelli in transito nella stazione.